# Jan Piwowoński
Jan Piwowoński (ur. 11 listopada 1924 w Chrzanowie, zm. 13 lipca 1998) – polski pisarz marynista, publicysta i popularyzator spraw morskich oraz historii kolejnictwa.

## Życiorys
Jan Piwowoński był absolwentem Uniwersytetu Jagiellońskiego, na tejże uczelni uzyskał doktorat z geografii ekonomicznej. Pracował jako dyrektor szkoły. Jego największą pasją były zagadnienia związane z morzem, co zaowocowało licznymi publikacjami w czasopismach „Morze” i „Przegląd Morski” oraz wieloma książkami, między innymi: Bój o wyspy mgieł (seria „Miniatury Morskie”, Gdańsk 1959), Nowoczesny statek handlowy (Gdańsk 1975), Niezwykłe okręty (Warszawa 1977), Niełatwe morze (Warszawa 1979), Płyną statki i okręty (Warszawa 1981), Nierówne boje (Warszawa 1988), Korsarze dwóch wojen (Kraków 1994). Najważniejszym dziełem z tej tematyki była Flota spod biało-czerwonej (Warszawa 1989, ilustracje Adam Werka), będąca przeglądem wszystkich polskich statków morskich i okrętów od 1918 roku do chwili wydania, podzielonym na rozdziały tematyczne.
Drugą pasją Jana Piwowońskiego były pojazdy szynowe, na temat których opublikował pozycje: Parowozy kolei polskich (Warszawa 1978), Stalowe szlaki (Warszawa 1981) czy Dzwonią tramwaje (Warszawa 1989). Poza tym był autorem książki Mury, które broniły Krakowa (Kraków 1986), poświęconej historii krakowskich fortyfikacji.